# Glonggong (Gondang)
Glonggong is een bestuurslaag in het regentschap Sragen van de provincie Midden-Java, Indonesië. Glonggong telt 3776 inwoners (volkstelling 2010).